# Drahkov
Drahkov är en ort i Tjeckien.   Den ligger i regionen Plzeň, i den västra delen av landet, 90 km sydväst om huvudstaden Prag. Drahkov ligger 443 meter över havet och antalet invånare är 132.
Terrängen runt Drahkov är platt åt sydost, men åt nordväst är den kuperad. Runt Drahkov är det ganska tätbefolkat, med 100 invånare per kvadratkilometer. Närmaste större samhälle är Přeštice, 10,2 km väster om Drahkov. Trakten runt Drahkov består till största delen av jordbruksmark.